# Kaanaan vanha metsä
Kaanaan vanha metsä este o arie protejată (arie specială de conservare — SAC, sit de importanță comunitară — SCI) din Finlanda întinsă pe o suprafață de 17 ha, integral pe uscat.

## Localizare
Centrul sitului Kaanaan vanha metsä este situat la coordonatele 60°26′34″N 24°50′58″E / 60.4428°N 24.8494°E.

## Înființare
Situl Kaanaan vanha metsä a fost declarat sit de importanță comunitară în august 1998 pentru a proteja un număr necunoscut de specii din flora spontană și fauna sălbatică aflate în arealul zonei. Situl a fost protejat și ca arie specială de conservare în aprilie 2015.

## Biodiversitate
Situată în ecoregiunea boreală, aria protejată conține 1 habitat natural: Taiga vestică.
La baza desemnării sitului se află un număr nedeclarat de specii protejate.
Pe lângă speciile protejate, pe teritoriul sitului au mai fost identificate 2 specii de plante, 4 specii de nevertebrate.